# Stemodia
Stemodia je biljni rod iz porodice trpučevki  (Plantaginaceae). Pripada mu 44  vrste u tropskim i suptropskim krajevima. Opisan je u Systema Naturae, Editio Decima 2: 1091, 1118, 1374. 1759. . 

## Opis
Rod je jednogodišnjeg i višegodišnjeg raslinja i grmova iz Amerike, Afrike, Australije i Azije (Indija). Tipična je američka vrsta S. maritima.

## Vrste
1. Stemodia anisata A.R.Bean
2. Stemodia bartsioides Benth.
3. Stemodia chiapensis B.L.Turner
4. Stemodia coahuilensis (Henrickson) B.L.Turner
5. Stemodia debilis Benth.
6. Stemodia diplohyptoides M.M.Sosa & Dematt.
7. Stemodia durantifolia (L.) Sw.
8. Stemodia ericifolia (Kuntze) K. Schum.
9. Stemodia flaccida W.Fitzg.
10. Stemodia florulenta W.R.Barker
11. Stemodia foliosa Benth.
12. Stemodia fruticosa Lundell
13. Stemodia fruticulosa Tzvelev
14. Stemodia glabella W.R.Barker
15. Stemodia grossa Benth.
16. Stemodia hassleriana Chodat
17. Stemodia hyptoides Cham. & Schltdl.
18. Stemodia jorullensis Kunth
19. Stemodia kingii F.Muell.
20. Stemodia lanata Ruiz & Pav. ex Benth.
21. Stemodia lanceolata Benth.
22. Stemodia lathraia W.R.Barker
23. Stemodia linophylla F.Muell.
24. Stemodia lobelioides Lehm.
25. Stemodia lythrifolia F.Muell. ex Benth.
26. Stemodia macrantha B.L.Rob.
27. Stemodia maritima L.
28. Stemodia palmeri A.Gray
29. Stemodia palustris A.St.-Hil.
30. Stemodia peduncularis Benth.
31. Stemodia perfoliata Scatigna & V.C.Souza
32. Stemodia piurensis Pennell
33. Stemodia pubescens (R.Br.) W.R.Barker
34. Stemodia purpusii Brandegee
35. Stemodia pusilla Benth.
36. Stemodia schottii Holz.
37. Stemodia serrata (Hochst.) Benth.
38. Stemodia stricta Cham. & Schltdl.
39. Stemodia suffruticosa Kunth
40. Stemodia tenuifolia Minod
41. Stemodia tephropelina W.R.Barker
42. Stemodia trifoliata (Link) Rchb.
43. Stemodia verticillata (Mill.) Hassl.
44. Stemodia viscosa Roxb.